# Antígeno

Cada anticuerpo se une a un antígeno específico a la manera en que lo hace una llave en una cerradura.

Un antígeno ("anti", del griego αντι- que significa 'opuesto' o 'con propiedades contrarias' y "geno", de la raíz griega γεν, generar, producir; que genera o crea oposición) es una sustancia que puede ser reconocida por los receptores del sistema inmunitario adaptativo. Su definición antigua se limitaba a sustancias capaces de generar la producción de anticuerpos y desencadenar una respuesta inmune, pero la definición moderna tiene en cuenta a los receptores de los linfocitos T, además de que la capacidad de generar una respuesta inmune se le atribuye a la definición de inmunógeno.
Un antígeno suele ser una molécula ajena o tóxica para el organismo (por ejemplo, una proteína derivada de una bacteria) que, una vez dentro del cuerpo, atrae y se une con alta afinidad a un anticuerpo específico. Cada anticuerpo es capaz de lidiar específicamente con un único antígeno gracias a la variabilidad que le otorga la región determinante de complementariedad del anticuerpo dentro de la fracción Fab de los mismos. 
Para que un antígeno sea reconocido por un anticuerpo, estos interactúan por complementariedad espacial. La zona donde el antígeno se une al anticuerpo recibe el nombre de epítopo o determinante antigénico, mientras que el área correspondiente de la molécula del anticuerpo es el parátopo. (Una analogía habitual para describir estas interacciones es el acoplamiento de una cerradura [epítopo] con su llave [parátopo]).
Como se mencionó anteriormente, originalmente se consideraba un antígeno a una molécula que se liga específicamente a un anticuerpo; ahora, un antígeno se define como cualquier molécula o fragmento molecular que puede ser reconocido por una gran variedad de receptores antigénicos (receptores de células T o receptores de células B) del sistema inmunitario adaptativo. Las células presentan antígenos al sistema inmunitario a través del complejo mayor de histocompatibilidad o (CHM). Dependiendo del antígeno presentado y del tipo de molécula de histocompatibilidad, se pueden activar diferentes tipos de leucocitos. Por ejemplo, para el reconocimiento por parte de los receptores de células T (TCR), los antígenos (mayoritariamente proteínas) deben procesarse a pequeños fragmentos dentro de la célula (péptidos) y presentarse al receptor de células T por el complejo mayor de histocompatibilidad.
Los antígenos por sí solos no son capaces de provocar una respuesta inmune protectora sin la ayuda de un adyuvante inmunológico. Los componentes adyuvantes de las vacunas juegan un papel esencial para la activación del sistema inmunitario innato. Un inmunógeno es entonces, en analogía al antígeno, una sustancia (o una combinación de sustancias) capaz de desencadenar una respuesta inmune protectora cuando este se introduce en el organismo. Un inmunógeno debe iniciar una respuesta inmune innata, para más adelante continuar con la activación del sistema inmunitario adaptativo, mientras que un antígeno es capaz de unirse a los productos inmunoreceptores altamente variables (receptores de células T o receptores de células B) una vez que estos han sido producidos. Los conceptos superpuestos de inmunogenicidad y antigenicidad son, por lo tanto, ligeramente diferentes,
- Inmunogenicidad es la habilidad de inducir una respuesta inmune humoral (producción de anticuerpos) y/o una mediada por células (activación de linfocitos T).

- Antigenicidad es la habilidad de unirse específicamente con el producto final de la respuesta inmune (por ejemplo, los anticuerpos ya formados y/o receptores de superficie de células T). Todas las moléculas inmunogénicas son también antigénicas; aun así, no todas las moléculas antigénicas son inmunogénicas.[8]

Los antígenos son usualmente proteínas o polisacáridos. Esto incluye partes de bacterias (cápsula, pared celular, flagelos, fimbrias, y toxinas), de virus y otros microorganismos. Los lípidos y ácidos nucleicos son antigénicos únicamente cuando se combinan con proteínas y/o polisacáridos. Los antígenos no microbianos exógenos (ajenos al individuo) pueden ser polen, clara de huevo y proteínas de tejidos y órganos trasplantados o proteínas en la superficie de glóbulos rojos transfundidos. Las vacunas son un ejemplo de antígenos en una forma inmunogénica; estos antígenos se administran intencionalmente para inducir el fenómeno de memoria del sistema inmunitario adaptativo hacia los antígenos que invaden al receptor.

## Conceptos relacionados
- Epítopo – Las distintas superficies de un antígeno capaces de ser reconocidas por anticuerpos distintos (con regiones complementarias distintas). Las moléculas antigénicas, siendo normalmente polímeros biológicos “grandes”, suelen presentar muchas superficies con características distintas que pueden actuar como puntos de interacción para anticuerpos específicos. Cualquiera de estas superficies moleculares distintivas constituye un epítopo o determinante antigénico. Por lo tanto, la mayoría de los antígenos tienen potencial para ser reconocidos por varios anticuerpos distintos, cada uno de ellos específico para un epítopo en particular.
- Alérgeno – Sustancia capaz de causar una reacción alérgica. La reacción (detrimental) puede darse después de una exposición vía oral, inhalada, parenteral, o al contacto con la piel.
- Superantígeno – Es un tipo de antígeno que provoca una activación inespecífica de linfocitos T, resultando en una activación policlonal de linfocitos T y una liberación masiva de citocinas.
- Tolerógeno – Es una sustancia que, por su estructura molecular, no desencadena una respuesta inmune. Si su estructura molecular cambia, un tolerógeno puede convertirse en un inmunógeno.
- Proteínas que unen inmunoglobulinas – Estas proteínas son capaces de unirse a un anticuerpo fuera del sitio de unión a antígeno. Esto significa que, mientras que los antígenos son el blanco de los anticuerpos, las proteínas de unión a inmunoglobulina “atacan” anticuerpos. La proteína A, proteína G y proteína L son ejemplos de proteínas que se unen fuertemente a distintos isotipos de anticuerpo.
- Antígenos T-dependientes – Los antígenos T-dependientes suelen ser proteínas. Requieren la colaboración de linfocitos T para inducir la formación de anticuerpos específicos.
- Antígenos T-independientes – Los antígenos T-independientes suelen ser polisacáridos que estimulan a los linfocitos B directamente.
- Antígenos inmunodominantes – Son los antígenos que dominan (sobre los demás antígenos de un mismo patógeno) en su habilidad para producir una respuesta inmune.[9] Comúnmente se asume que las respuestas por parte de las células T son dirigidas hacia solo unos pocos epítopos inmunodominantes, aunque en algunos casos dichas respuestas (por ejemplo la respuesta contra Plasmodium spp.) se dispersan hacia un grupo relativamente grande de antígenos del parásito.[10]

## Origen de los antígenos
Los antígenos pueden clasificarse según su origen. Los antígenos pueden tener tres orígenes.

### Antígenos exógenos
Los antígenos exógenos son antígenos que han entrado en el cuerpo desde el exterior, por ejemplo mediante inhalación, ingestión o inyección. A menudo, la respuesta inmune hacia antígenos exógenos es subclínica. Estos antígenos se toman en las células presentadoras de antígenos (CPAs) mediante endocitosis o fagocitosis y se procesan en fragmentos. Las CPAs entonces presentarán esos fragmentos a linfocitos T colaboradores (CD4+) con ayuda de moléculas de histocompatibilidad de clase II en su superficie. Los linfocitos T que reconocen de manera específica la dupla péptido:CMH se activan y comenzarán a secretar citocinas. Las citocinas son sustancias que a su vez pueden activar linfocitos T citotóxicos (CD8+), células productoras de anticuerpos o linfocitos B, macrófagos y otras.
Algunos antígenos entran en el organismo como antígenos exógenos para después pasar a ser antígenos endógenos (por ejemplo, un virus intracelular). Los antígenos intracelulares pueden liberarse de nuevo en el torrente sanguíneo una vez que la célula infectada se destruya.

### Antígenos endógenos
Los antígenos endógenos son aquellos antígenos que se han generado en el interior de una célula como resultado del metabolismo celular normal o debido a infecciones virales o bacterianas intracelulares. Los fragmentos de esos antígenos se presentan sobre la superficie celular en un complejo con moléculas MHC de clase I. Si los reconocen los linfocitos T citotóxicos (CD8+) activados, estos comenzarán a secretar varias toxinas que causarán la lisis o apoptosis (muerte celular) de la célula infectada. Para prevenir que las células citotóxicas destruyan células normales que presenten proteínas propias del organismo, estos linfocitos T autorreactivos se eliminan del repertorio como resultado de la tolerancia (también conocida como selección negativa). Los antígenos endógenos pueden ser xenogénicos (heterólogos), autólogos, idiotípicos y alogénicos (homólogos).

### Autoantígenos
Un autoantígeno es una proteína normal o un complejo de proteínas, algunas veces también ADN o ARN, que no son reconocidos por el sistema inmunitario. Ocurre en pacientes que sufren de alguna enfermedad autoinmune específica. Estos antígenos no deberían, en condiciones normales, activar el sistema inmunitario, pero en estos pacientes, debido principalmente a factores genéticos y/o ambientales, se ha perdido su correcta tolerancia inmunológica.

## Antígenos tumorales
Los antígenos tumorales o neoantígenos son aquellos antígenos que se presentan por moléculas MHC I o MHC II (del complejo mayor de histocompatibilidad) que se encuentran en la superficie de células tumorales. Cuando este tipo de antígenos se presentan por células provenientes de un tumor se llaman antígenos tumorales específicos (TSAs por sus siglas en inglés) y, generalmente, son resultado de una mutación específica. Más comúnmente existen los antígenos que se presentan por células normales y tumorales, llamados antígenos asociados a tumores (TAAs por sus siglas en inglés). Los linfocitos T citotóxicos que reconocen esos antígenos son capaces de destruir la célula tumoral antes de que prolifere o haga metástasis. 
Los antígenos tumorales también pueden estar en la superficie de un tumor, formando por ejemplo, un receptor mutado, en cuyo caso será reconocido por linfocitos B.

## Antígenos nativos
Un antígeno nativo es un antígeno que aún mantiene su forma original y no lo ha procesado una CPA en partes más pequeñas.
Los linfocitos T no se pueden unir a los antígenos nativos, ya que necesitan de la ayuda de CPAs para que los procesen, mientras que los linfocitos B sí pueden ser activados por esta clase de antígenos.

## Especificidad antigénica
La especificidad antigénica es la habilidad del huésped de reconocer un antígeno específicamente como una entidad molecular única y poder distinguirla de otras con exquisita precisión. La especificidad antigénica se debe principalmente a la conformación de las cadenas laterales del antígeno (cadenas laterales de los aminoácidos que componen las proteínas, por ejemplo). Dicha especificidad se puede medir, aunque no necesariamente con facilidad debido a que la interacción antígeno-anticuerpo puede comportarse de manera no lineal.
Clásicamente, se considera que la capacidad antigénica de una molécula depende de: su peso molecular, su solubilidad, y, en el caso de tratarse de una biomolécula, de su función vital en su organismo de origen, y la taxonomía de este. Cuanto más importante para la vida sea, mayor potencialidad alergénica tendrá.